# 瑟吉厄斯鎮區 (北達科他州博蒂諾縣)
瑟吉厄斯鎮區（英語：Sergius Township）是位於美國北達科他州博蒂諾縣的一個鎮區。

## 地方資料
瑟吉厄斯鎮區的面積為126.27平方千米，當中陸地面積為123.69平方千米，而水域面積為2.58平方千米。根據2010年美國人口普查的數據，當地共有人口51人，而人口密度為每平方千米0.4人。